# Guarapuava
Guarapuava est une ville brésilienne du centre-sud de l'État du Paraná. Elle se situe à une latitude de 25° 23' 42" sud et par une longitude de 51° 27' 28" ouest, à une altitude de 1 120 mètres. Sa population était de 164 567 habitants en 2007 (IBGE). La municipalité s'étend sur 3 115 km2.

## Maires
| Période | Période | Identité                  | Étiquette | Qualité |
| ------- | ------- | ------------------------- | --------- | ------- |
| 2009    | 2012    | Luiz Fernando Ribas Carli | PP        |         |